# Bulbus glandis

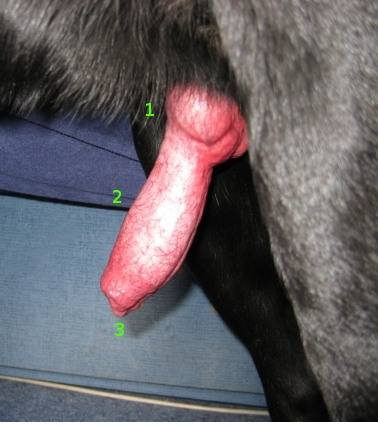
Эрегированный пенис лабрадора-ретривера, bulbus glandis (1)

Bulbus glandis (луковицы, узел) — часть эректильной ткани в основании пениса псовых.
Во время спаривания непосредственно перед эякуляцией луковицы сильно набухают и препятствуют извлечению полового члена из влагалища суки. В свою очередь вязка завершается сокращением круговых мышц влагалища. При полном введении члена наступает склещивание, или замок, из-за которого партнёры не могут разойтись. Для домашних собак это длится до получаса.
Bulbus glandis встречается у некоторых ластоногих, в частности у южноамериканского морского котика.